# Перфтороктановая кислота
Перфтороктановая кислота (ПФОК- англ. Perfluorooctanoic acid, PFOA, C8) — перфторированная октановая кислота. Относится к одноосновным карбоновым кислотам. Ядовита.

## Применение
- Наиболее известное применение этой кислоты — это производство изделий из политетрафторэтилена (тефлона), а также других огнеупорных, влагоустойчивых и непачкающихся материалов (в том числе применяемых для изготовления одежды). В частности, при изготовлении изделий из политетрафторэтилена, ПФОК используется при эмульсионной формовке изделий как поверхностно-активное вещество.
- Соли с этим анионом используются как поверхностно-активные вещества, в частности, для эмульсионной полимеризации при получении фторполимеров.

## Опасность

### Биологическая опасность
Очень едкое вещество. Токсин, канцероген.
Проникновение ПФОК в окружающую среду в первую очередь связано с утечками при производстве политетрафторэтилена (известного как тефлон). Основными производителями на территории США были компании DuPont и 3M. Вопрос о влиянии PFOA на живые организмы ставился еще в 1960-х годах производителями ПФОК, однако остроту получил только в 1980-х годах в связи с расширением производства. С 1998 года DuPont получила иски на сотни миллионов долларов от американского юриста Роберта Билотта, действовавшего от имени пострадавших работников предприятий и живших рядом с ними.
В 1990-х годах этим веществом заинтересовалось Агентство по охране окружающей среды США. В 2006 году Агентство признало PFOA канцерогеном. Была запущена программа удаления ПФОК из технологических процессов. Ряд компаний был оштрафован.

#### ПФОК в изделиях из политетрафторэтилена
Другой путь проникновения ПФОК в окружающую среду — производственные загрязнения политетрафторэтилена и изделий из него. Перфтороктановая кислота распадается при температуре 190 °C, тогда как технологический процесс спекания некоторых изделий из тефлона происходит при температуре 420 °C. Таким образом, согласно технологическому процессу производства, ПФОК должна разлагаться. Тем не менее исследования показывают наличие кислоты в спечённых изделиях в массовой доле до 75⋅10−9. Изделия, не прошедшие процесс спекания, содержат до 1800⋅10−9 ПФОК.
По официальной информации, с января 2012 года DuPont не использует ПФОК в производстве посуды и форм для выпечки. Вместо него стало применяться вещество GenX, производящееся компанией Chemours. Такой шаг был предпринят для защиты DuPont, поскольку потенциально было понятно, что новое вещество так же токсично. В 2021 году стало ясно, что GenX ещё более опасно для здоровья; кроме того, вредными являются все вещества из группы ПФАС.
В России нет нормативных документов, позволяющих контролировать производственные загрязнения фторопластов, что может негативно сказываться на качестве продукции с содержанием фторопластов.

### Химическая опасность
Чрезвычайно коррозионно активен. При реакциях с металлами выделяет взрывоопасный водород.
Термическое разложение происходит при температурах выше 202 °C с выделением едких веществ, в частности, фтороводорода.

## Фильмы
В 2019 году вышел фильм «Тёмные воды», где показана история корпоративного юриста Роберта Билотта, который раскрыл, что компания DuPont с 1960-х годов загрязняла окружающую среду ПФОК.